# Horst Großmann
Horst Großmann (Sybba, 19 novembre 1891 – Rüsselsheim, 4 maggio 1972) è stato un militare tedesco.

## Biografia
Großmann entrò nell'esercito tedesco il 27 settembre 1911 come alfiere dell'8º reggimento di fanteria prussiano. Dal settembre 1912 al 1913 frequentò la Kriegsschule di Hannover e successivamente venne promosso tenente con brevetto datato 17 giugno 1911. Nel luglio del 1914, Großmann divenne per poche settimane comandante della truppa per dirigibili della fortezza di Graudenz.
Con lo scoppio della prima guerra mondiale, rimase col suo reggimento sino alla fine di settembre del 1915, impiegato sul fronte orientale. Qui Großmann prese parte alle battaglie di Gumbinnen, Tannenberg, alla battaglia dei laghi Masuri ed il 6 novembre 1914 venne nominato aiutante del 2º battaglione del proprio reggimento. Venne quindi destinato al fronte occidentale, dove rimase sino alla fine della guerra e dove divenne parte dello staff del suo reggimento dalla metà di ottobre del 1917.
Dopo la fine della guerra fece ritorno in patria, mentre il suo reggimento venne smobilitato e pertanto egli fu costretto provvisoriamente a trasferirsi al Reichswehr. Divenne quindi primo aiutante del 1º battaglione del reggimento di fanteria n. 34. Alla fine di febbraio 1920, venne trasferito al 102º reggimento di fanteria e prestò poi servizio come aiutante di fanteria, entrando nello stato maggiore. Il 1 ottobre 1927 divenne responsabile delle comunicazioni per il suo reggimento ed il 1 marzo 1928 venne nominato comandante della compagnia. Frequentò dei corsi appositi per la formazione ad Altona ed a Döberitz. A partire dal 1º ottobre 1931 e per i tre anni successivi, Großmann lavorò come insegnante presso la scuola di fanteria di Dresda.
Dal 1934 divenne comandante del 2º battaglione del reggimento di fanteria "Gumbinnen", rimanendo in tale posizione sino alla fondazione della Wehrmacht quando venne incluso nel 22º reggimento di fanteria. Il 1 marzo 1938 prese il comando del corso B della scuola militare di Potsdam.
Con lo scoppio della seconda guerra mondiale e l'invasione tedesca della Polonia, presenziò nel quartier generale del fuhrer come rappresentante di Erwin Rommel. Il 15 ottobre 1939 divenne comandante dell'84º reggimento di fanteria nell'VIII divisione di fanteria con il quale prese parte alla campagna sul fronte occidentale. Nella guerra con l'Unione Sovietica, guidò i suoi uomini a Brjansk ed a Vjaz'ma e poi a Mosca, ricevendo per questo la croce di cavaliere dell'ordine della croce di ferro. Quando la divisione nella quale militava venne trasferita in Francia nel dicembre del 1941, Großmann ottenne il comando della 102ª divisione di fanteria il 10 dicembre 1941. Nella Battaglia di Ržev il 22 gennaio 1942 fu comandante della 6ª divisione di fanteria, ricevendo ulteriori onorificenze per la riuscita della presa della cittadella locale. Großmann però, a causa di una ferita sul fronte, venne sostituito il 16 dicembre 1943 e posto in riserva.
Dal gennaio al maggio del 1944 fu capo del LV. corpo d'armata e del XXXV. corpo d'armata, dopo aver frequentato un apposito corso di formazione per comandanti generali promosso dall'esercito tedesco. Assunse quindi il controllo del VI corpo d'armata, ma venne poco dopo costretto alla resa incondizionata e venne fatto prigioniero degli inglesi, dai quali fu rilasciato l'8 luglio 1947.